# Alcides latona
Alcides latona is een vlinder uit de familie van de uraniavlinders (Uraniidae). De wetenschappelijke naam van de soort is voor het eerst geldig gepubliceerd in 1888 door Herbert Druce.
Deze dagactieve vlinders met een spanwijdte van ongeveer 11 cm komen voor op de Salomonseilanden.